# 2008 100 legnagyobb slágere
Ez a lista a Billboard magazin  első Hot 100  zenéjét tartalmazza 2008-ból.
| Helyezés | Szám                           | Előadó                                                      |
| -------- | ------------------------------ | ----------------------------------------------------------- |
| 1        | Low                            | Flo Rida featuring T-Pain                                   |
| 2        | Bleeding Love                  | Leona Lewis                                                 |
| 3        | No One                         | Alicia Keys                                                 |
| 4        | Lollipop                       | Lil Wayne featuring Static Major                            |
| 5        | Apologize                      | Timbaland presents OneRepublic                              |
| 6        | No Air                         | Jordin Sparks és Chris Brown                                |
| 7        | Love Song                      | Sara Bareilles                                              |
| 8        | Love in This Club              | Usher featuring Young Jeezy                                 |
| 9        | With You                       | Chris Brown                                                 |
| 10       | Forever                        | Chris Brown                                                 |
| 11       | Sexy Can I                     | Ray J featuring Yung Berg                                   |
| 12       | Take a Bow                     | Rihanna                                                     |
| 13       | Viva la Vida                   | Coldplay                                                    |
| 14       | I Kissed a Girl                | Katy Perry (tie)                                            |
| 15       | Whatever You Like              | T.I. (tie)                                                  |
| 16       | Disturbia                      | Rihanna                                                     |
| 17       | Don't Stop the Music           | Rihanna                                                     |
| 18       | Pocketful of Sunshine          | Natasha Bedingfield                                         |
| 19       | Kiss Kiss                      | Chris Brown                                                 |
| 20       | Closer                         | Ne-Yo                                                       |
| 21       | Bubbly                         | Colbie Caillat                                              |
| 22       | Touch My Body                  | Mariah Carey                                                |
| 23       | 4 Minutes                      | Madonna featuring Justin Timberlake és Timbaland            |
| 24       | So What                        | Pink                                                        |
| 25       | Paralyzer                      | Finger Eleven                                               |
| 26       | Clumsy                         | Fergie                                                      |
| 27       | I'm Yours                      | Jason Mraz                                                  |
| 28       | Leavin'                        | Jesse McCartney                                             |
| 29       | Dangerous                      | Kardinal Offishall featuring Akon                           |
| 30       | Tattoo                         | Jordin Sparks                                               |
| 31       | See You Again                  | Miley Cyrus                                                 |
| 32       | Shake It                       | Metro Station                                               |
| 33       | Stop and Stare                 | OneRepublic                                                 |
| 34       | Take You There                 | Sean Kingston                                               |
| 35       | Paper Planes                   | M.I.A.                                                      |
| 36       | Hot N Cold                     | Katy Perry                                                  |
| 37       | Live Your Life                 | T.I. featuring Rihanna                                      |
| 38       | Bust It Baby Pt. 2             | Plies featuring Ne-Yo                                       |
| 39       | American Boy                   | Estelle featuring Kanye West                                |
| 40       | Got Money                      | Lil Wayne featuring T-Pain                                  |
| 41       | Our Song                       | Taylor Swift                                                |
| 42       | Damaged                        | Danity Kane                                                 |
| 43       | A Milli                        | Lil Wayne                                                   |
| 44       | Sorry                          | Buckcherry                                                  |
| 45       | Independent                    | Webbie featuring Lil Phat és Lil Boosie                     |
| 46       | Can't Believe It               | T-Pain featuring Lil Wayne                                  |
| 47       | Like You'll Never See Me Again | Alicia Keys                                                 |
| 48       | Teardrops on My Guitar         | Taylor Swift                                                |
| 49       | When I Grow Up                 | Pussycat Dolls                                              |
| 50       | Sensual Seduction              | Snoop Dogg                                                  |
| 51       | What You Got                   | Colby O’Donis featuring Akon                                |
| 52       | It's Not My Time               | 3 Doors Down                                                |
| 53       | Better in Time                 | Leona Lewis                                                 |
| 54       | Crank That (Soulja Boy)        | Soulja Boy Tell 'Em                                         |
| 55       | Shadow of the Day              | Linkin Park                                                 |
| 56       | Sweetest Girl (Dollar Bill)    | Wyclef Jean featuring Akon, Lil Wayne, és NIIA              |
| 57       | Miss Independent               | Ne-Yo                                                       |
| 58       | Fall for You                   | Secondhand Serenade                                         |
| 59       | In the Ayer                    | Flo Rida featuring will.i.am                                |
| 60       | Say                            | John Mayer                                                  |
| 61       | One Step at a Time             | Jordin Sparks                                               |
| 62       | Hate That I Love You           | Rihanna featuring Ne-Yo                                     |
| 63       | Superstar                      | Lupe Fiasco featuring Matthew Santos                        |
| 64       | Suffocate                      | J. Holiday                                                  |
| 65       | Let It Rock                    | Kevin Rudolf featuring Lil Wayne                            |
| 66       | Get Like Me                    | David Banner featuring Chris Brown                          |
| 67       | Realize                        | Colbie Caillat                                              |
| 68       | Put On                         | Young Jeezy featuring Kanye West                            |
| 69       | The Time of My Life            | David Cook                                                  |
| 70       | Lolli Lolli (Pop That Body)    | Three 6 Mafia featuring Project Pat, Young D, és Superpower |
| 71       | Cyclone                        | Baby Bash featuring T-Pain                                  |
| 72       | Love like This                 | Natasha Bedingfield featuring Sean Kingston                 |
| 73       | Burnin' Up                     | Jonas Brothers                                              |
| 74       | Love Lockdown                  | Kanye West                                                  |
| 75       | I Luv Your Girl                | The-Dream                                                   |
| 76       | Crush                          | David Archuleta                                             |
| 77       | Hypnotized                     | Plies featuring Akon                                        |
| 78       | Big Girls Don't Cry            | Fergie                                                      |
| 79       | Good Life                      | Kanye West featuring T-Pain                                 |
| 80       | Womanizer                      | Britney Spears                                              |
| 81       | Love Story                     | Taylor Swift                                                |
| 82       | Just Fine                      | Mary J. Blige                                               |
| 83       | Piece of Me                    | Britney Spears                                              |
| 84       | The Boss                       | Rick Ro$$ featuring T-Pain                                  |
| 85       | All Summer Long                | Kid Rock                                                    |
| 86       | Can't Help but Wait            | Trey Songz                                                  |
| 87       | In Love with a Girl            | Gavin DeGraw                                                |
| 88       | My Life                        | The Game featuring Lil Wayne                                |
| 89       | I Remember                     | Keyshia Cole                                                |
| 90       | Flashing Lights                | Kanye West featuring Dwele                                  |
| 91       | Mrs. Officer                   | Lil Wayne featuring Bobby Valentino                         |
| 92       | 7 Things                       | Miley Cyrus                                                 |
| 93       | You're Gonna Miss This         | Trace Adkins                                                |
| 94       | Love Remains the Same          | Gavin Rossdale                                              |
| 95       | Feels Like Tonight             | Daughtry                                                    |
| 96       | The Way I Are                  | Timbaland featuring Keri Hilson és D.O.E.                   |
| 97       | Addicted                       | Saving Abel                                                 |
| 98       | Into the Night                 | Santana featuring Chad Kroeger                              |
| 99       | Heaven Sent                    | Keyshia Cole                                                |
| 100      | She Got It                     | 2 Pistols featuring T-Pain és Tay Dizm                      |